# Tydzień Otwartego Dostępu

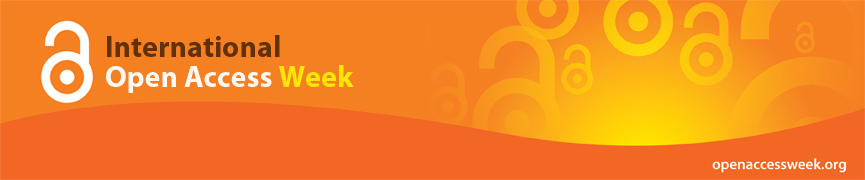
Banner internetowy z okazji Open Access Week

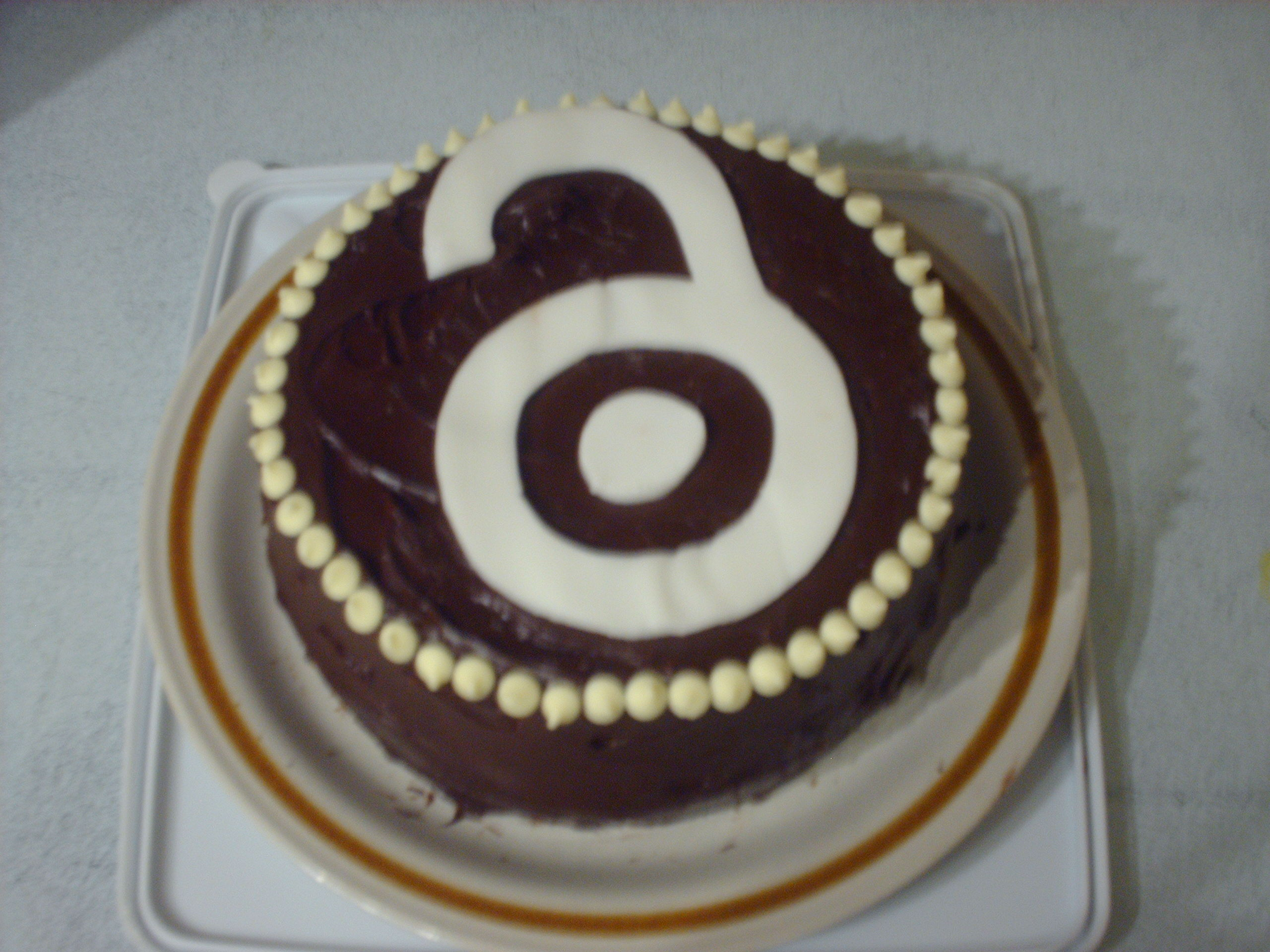
Tort upieczony z okazji Open Access Week 2010 na University of Lincoln, zawierający logo otwartego dostępu

Tydzień Otwartego Dostępu (ang. Open Access Week, także Tydzień Otwartej Nauki) – coroczne wydarzenie z dziedziny komunikacji naukowej poświęcone otwartemu dostępowi do nauki i tematom pokrewnym. Tydzień obchodzony jest globalnie zarówno online, jak i offline; odbywa się w październiku każdego roku. Typowe wydarzenia organizowane w ramach Tygodnia to dyskusje, seminaria, webinaria, akcje promocyjne, sympozja i uroczyste ogłoszenia o wdrożeniu otwartego mandatu lub o innych ważnych osiągnięciach dotyczących otwartego dostępu do nauki. Przykładowo angielskie Royal Society w czasie Open Access Week 2011 ogłosiło, że opublikuje zdigitalizowane wersje prac z okresu 1665–1941.
Obchody Tygodnia Otwartego Dostępu w Polsce były koordynowane przez Bożenę Bednarek-Michalską, przedstawicielkę Koalicji Otwartej Edukacji i EBIB, działaczkę ruchu open access od 2000 roku. Polskie wydarzenia umieszcza się rokrocznie na stronie Uwolnij Naukę, jest to portal tworzony przez Koalicję Otwartej Edukacji.

## Historia

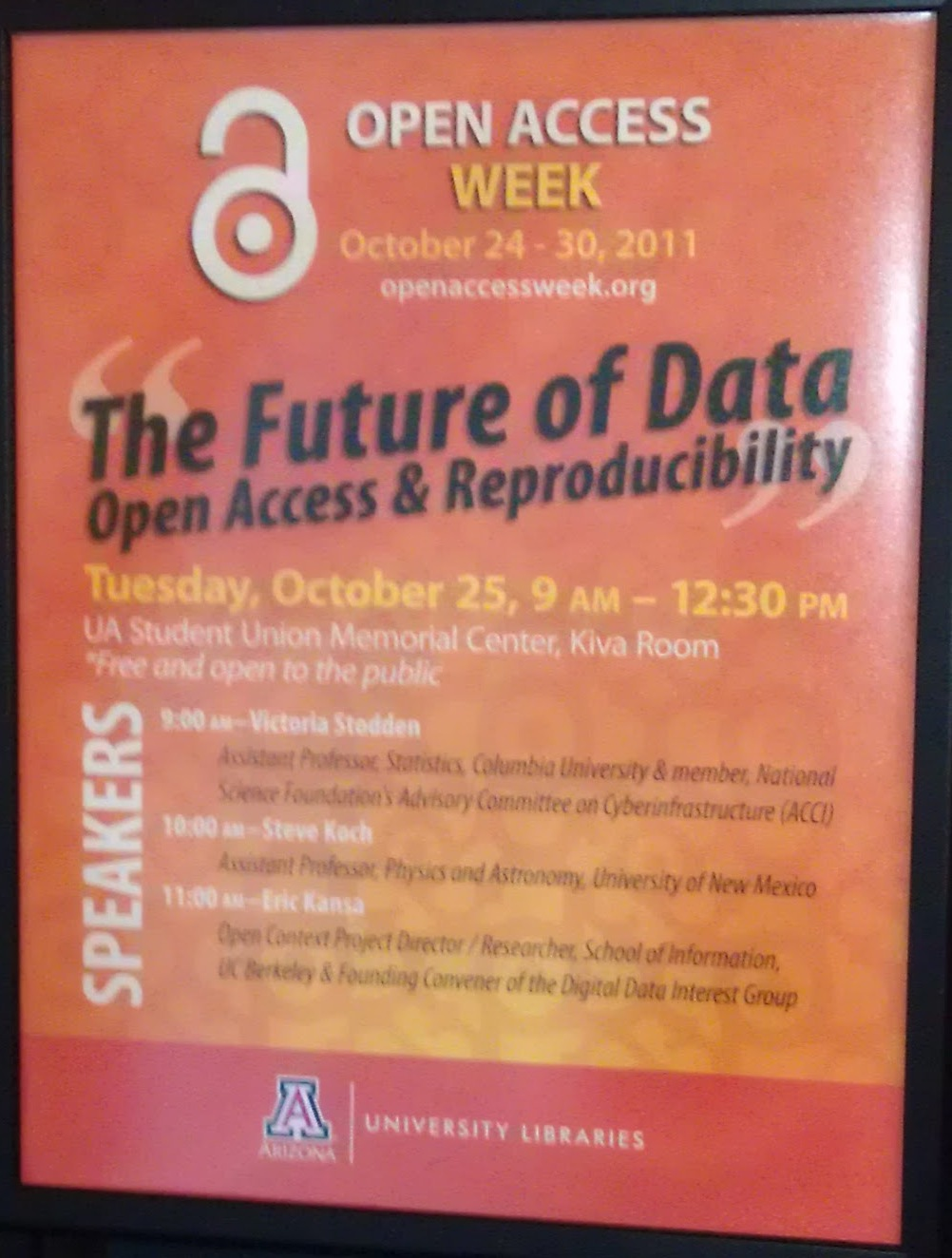
Przykład wydarzenia, sympozjum na University of Arizona 25 października 2011

Poprzednikiem Open Access Week był National Day of Action for Open Access zorganizowany 15 lutego 2007 w Stanach Zjednoczonych przez Students for Free Culture i Alliance for Taxpayer Access. W 2008 wybrano 14 października na Open Access Day, wydarzenie to obchodzono na całym świecie. W 2009 Dzień rozszerzono na Tydzień, 19–23 października. Rok później Open Access Week trwał w dniach 18–24 października. Od roku 2011 Tydzień trwa przez pełne siedem dni w ostatnim tygodniu tego miesiąca.

## Hasła przewodnie
Początkowo każde wydarzenie zorganizowane z okazji Open Access Week odbywało się pod oddolnie wybieranym hasłem. Od 2012 są oficjalne, globalne hasła przewodnie:
- w 2012 hasłem było „Set the Default to Open Access”[12],
- w 2013 hasłem było „Redefining Impact”[13] („Open Access: redefinicja wzrostu”[3]),
- w 2014 hasłem było „Generation Open”[14],
- w 2015 hasłem jest „Open for Collaboration”[15],
- w 2016 hasłem jest "Open in Action"[16],
- w 2017 hasłem jest "Open in order to..."[17][martwy link],
- w 2018 hasłem jest "Designing equitable foundations for open knowledge"[18][martwy link],

## Wydarzenia
Szczegółowe informacje o wydarzeniach z całego świata organizowanych z okazji Open Access Week są zbierane na stronie Open Access Directory. W roku 2013 odnotowano ich 140.